# Partido di Tres Lomas
Il partido di Tres Lomas è un dipartimento (partido) dell'Argentina facente parte della provincia di Buenos Aires. Il capoluogo è Tres Lomas. 